# 雪崩 (アルバム)
『雪崩』（原題：Avalanche）は、アメリカ合衆国のハードロック・バンド、マウンテンが1974年に発表した通算6作目のアルバムで、スタジオ・アルバムとしては4作目に相当する。1973年8月から1974年末まで続いた第一回目の再結成期で発表された唯一のスタジオ・アルバムである。

## 解説
マウンテンは1972年2月に解散したが、1973年8月の日本公演のために、フェリックス・パパラルディ（ベース・ギター、ボーカル）とレスリー・ウェスト（リードギター、ボーカル）のオリジナル・メンバーにボブ・マン（リズムギター、キーボード）とアラン・シュワルツバーグ（ドラムス）が加わった4人で再結成された。日本公演の後、二代目ドラマーのコーキー・レイングが復帰。マンの後任にデヴィッド・ペリーを迎えて、本作が制作された。
全10曲の収録曲のうち、ジェリー・リー・ルイスが1957年にヒットさせた「ホール・ロッタ・シェイキン・ゴーイン・オン」とローリング・ストーンズの「サティスファクション」以外の8曲が彼等の新曲。これまでのアルバムと同様にパパラルディがプロデュース、彼の夫人のゲイル・コリンズがジャケットのデザインを担当した。
彼等は1974年末のライヴを最後に解散。本作はパパラルディ在籍時の最後のアルバムとなった。

## 反響・評価
母国アメリカでは、Billboard 200で102位を記録した。ジェイムズ・クリスペルはオールミュージックにおいて5点満点中2点を付け「ジェリー・リー・ルイスのカヴァー"Whole Lotta Shakin' Goin' On"や"You Better Believe It"が聴き所で、後者は『勝利への登攀』の頃に回帰したかのようなサウンドだ。しかし、残りの曲は雪崩に埋もれてしまったかのように聴こえる」と評している。

## 収録曲
1. ホール・ロッタ・シェイキン・ゴーイン・オン "Whole Lotta Shakin' Goin' On" (Dave Williams, James Faye Hall) – 5:08
2. シスター・ジャスティス "Sister Justice" (Felix Pappalardi, Gail Collins) – 3:59
3. アリサン "Alisan" (Leslie West) – 4:42
4. スワンプ・ボーイ "Swamp Boy" (F. Pappalardi, G. Collins) – 2:56
5. サティスファクション "(I Can't Get No) Satisfaction" (Mick Jagger, Keith Richards) – 5:17
6. サムサッカー "Thumbsucker" (F. Pappalardi, G. Collins) – 3:20
7. ユー・ベター・ビリーヴ・イット "You Better Believe It" (L. West, Corky Laing) – 5:50
8. アイ・ラヴ・トゥ・シー・ユー・フライ "I Love to See You Fly" (L. West, F. Pappalardi, G. Collins) – 3:46
9. バック・ホエア・アイ・ビロング "Back Where I Belong" (L. West, C. Laing) – 3:00
10. ラスト・オブ・ザ・サンシャイン・デイズ "Last of the Sunshine Days" (F. Pappalardi, G. Collins) – 3:48

## 参加ミュージシャン
- レスリー・ウェスト（Leslie West） – ボーカル、リードギター、リズムギター
- フェリックス・パパラルディ（Felix Pappalardi） – ボーカル、エレクトリックベース、キーボード
- デヴィッド・ペリー（David Perry） – リズムギター
- コーキー・レイング（Corky Laing） – ドラムス、パーカッション